# Agromet-Motoimport
Agromet-Motoimport – przedsiębiorstwo handlu zagranicznego, powołane w 1950 przez Ministerstwo Handlu Zagranicznego do obsługi eksportu i importu przemysłu motoryzacyjnego pod nazwą Centrali Handlu Zagranicznego Przemysłu Motoryzacyjnego „Motoimport”.
Przedsiębiorstwo przeszło proces restrukturyzacji i prywatyzacji, obecnie jest to spółka z o.o., zajmująca się sprzedażą sprzętu dla rolnictwa, przemysłu leśnego i gospodarki komunalnej.

## Siedziba
Mieściło się przy ul. Wilczej 50-52 (1966), ul. Przemysłowej 26 (1990), na pl. Bankowym 2 (1992), ul. Kołobrzeskiej 36 (2020).